# Rewda
Rewda (ros. Ревда) – miasto w Federacji Rosyjskiej, w obwodzie swierdłowskim. Centrum administracyjne miejskiego rejonu rewdańskiego. Przez terytorium rejonu przebiega granica pomiędzy Europą i Azją i z tego powodu jest nazywane "pierwszym miastem Europy".
Jest to jedno z najstarszych miast uralskich. Za datę założenia osady uznaje się 1 września 1734 roku - dzień uzyskania w wielkim piecu pierwszej surówki. Prawa miejskie nadano 3 maja 1935 roku. 
W mieście rozwinął się przemysł chemiczny, materiałów budowlanych oraz hutniczy.

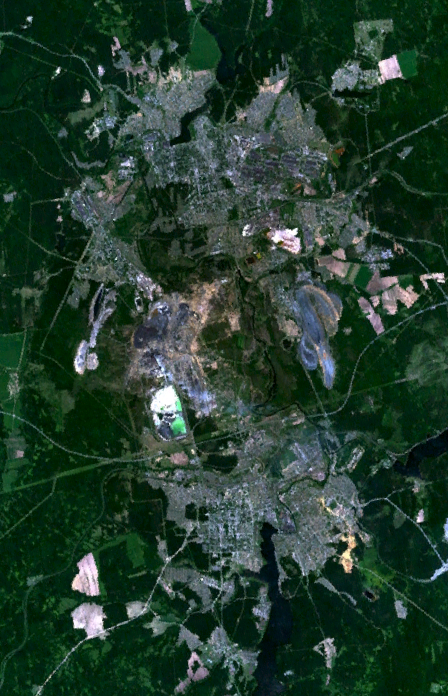
Zdjęcie satelitarne Rewdy (niżej) i Pierwouralska (wyżej)